# Иссык (река)
Иссык (каз. Есік) — река в Алматинской области Казахстана, которую питают ледники Заилийского Алатау. Вдоль русла реки располагается город Есик, растянувшийся по правому и левому берегу на протяжении 10 км. В верховьях реки располагается Иссыкский каскад — четыре ГЭС; иссыкские ГЭС-1, ГЭС-2, ГЭС-3, ГЭС-4. Суммарная мощность ГЭС-1 и ГЭС-2 равна 9,8 МВт.
7 июля 1963 года по руслу реки прошёл сильный сель, унёсший около тысячи жизней, разрушивший четверть города Есик и изменивший ландшафт не только большой части русла, но и одноимённого высокогорного озера. После трагедии в 14 километрах от города Есик построены гидротехнические селезащитные сооружения. Одно из них находится ниже озера Иссык и по проекту рассчитано на задержание потока объёмом 12,5 миллионов «кубов». Второе — сквозное селезащитное сооружение — возведено выше озера и рассчитано на 11,5 миллионов кубов.

## Характеристика
Река Иссык образуется из ледника Кассина на горе Кыземшек. В полноводные годы впадает в Капчагайское водохранилище, но обычно этого не происходит из-за забора воды на нужды сельского хозяйства.
Протяжённость реки — 96 км, из них 22 км пролегают в горном ущелье — Иссыкское ущелье.
На реке находится одноимённое озеро Иссык, через которое она протекает. Ниже озера Акколь, на высоте 3140 метров, река делает резкий спуск в моренную долину.
Площадь бассейна около 210 км², что делает Иссык одной из крупнейших рек на северном склоне Заилийского Алатау. В общей сложности её питают 32 ледника, которые занимают площадь 43 км², самый крупный из них — ледник Григорьева — имеет площадь около 8 км².

## Притоки
Правые — Леп, Малый Чарын, Тастакара. Левые — Иванов Лес, Жарсай, Тескенсу.

## Достопримечательности
- Озеро Иссык
- Курганные захоронения сакских племён — Иссыкский золотой человек[7].